# Young Like Us
Young Like Us è un singolo del cantante svedese Frans Jeppsson Wall, pubblicato il 24 giugno 2016 attraverso l'etichetta discografica Cardiac Records.

## Tracce
Testi e musiche di Frans Jeppsson Wall, Fredrik Andersson, Michael Saxell e Oscar Fogelström.
1. Young Like Us – 3:31

## Classifiche
| Classifica (2016) | Posizione massima |
| ----------------- | ----------------- |
| Svezia            | 89                |